# 聖本篤聖牌

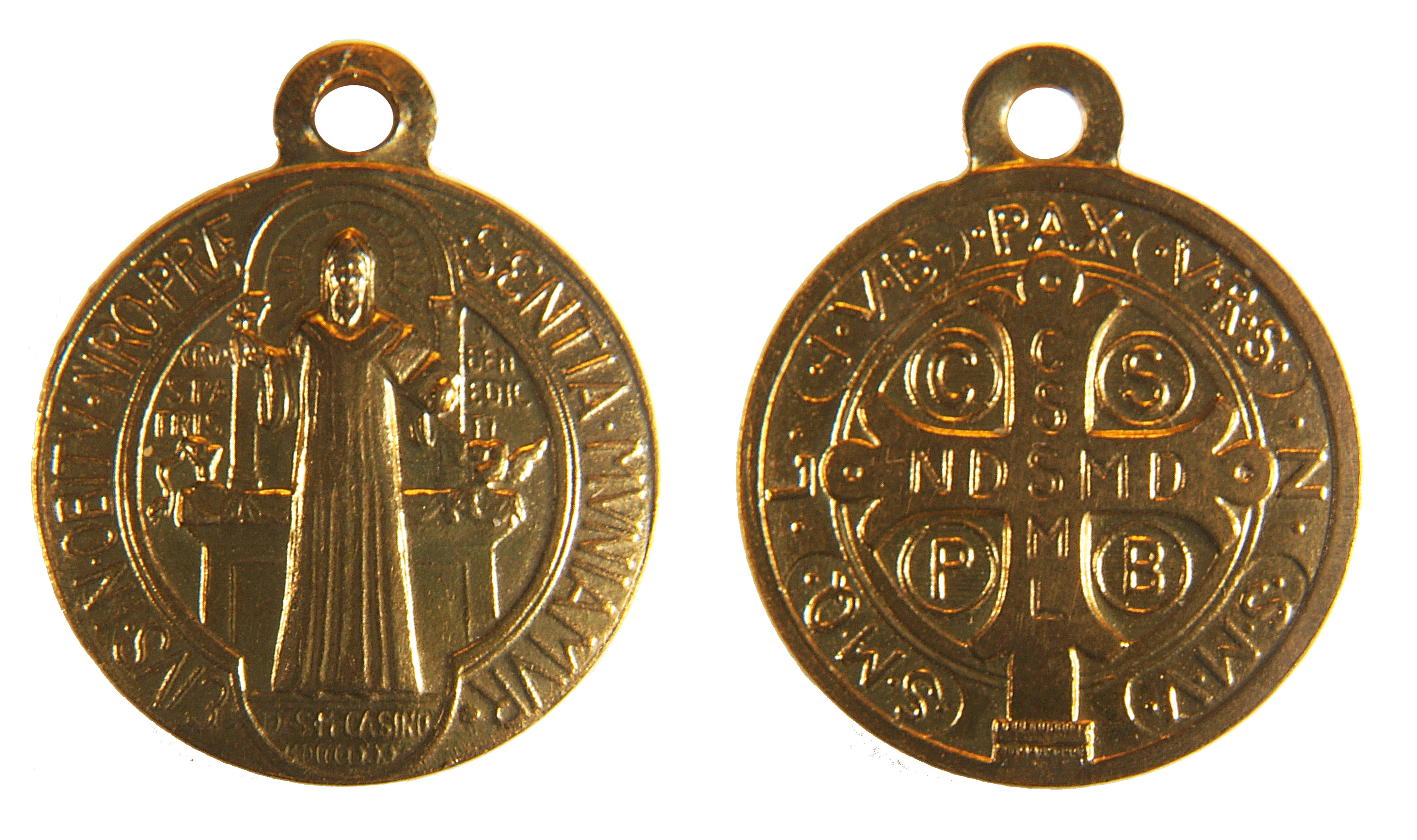
一個聖本篤聖牌的正反面

聖本篤聖牌是羅馬天主教盛行的一種聖人圖像飾物，該聖牌的圖像源自於知名的修道主義建立者聖本篤的事跡。

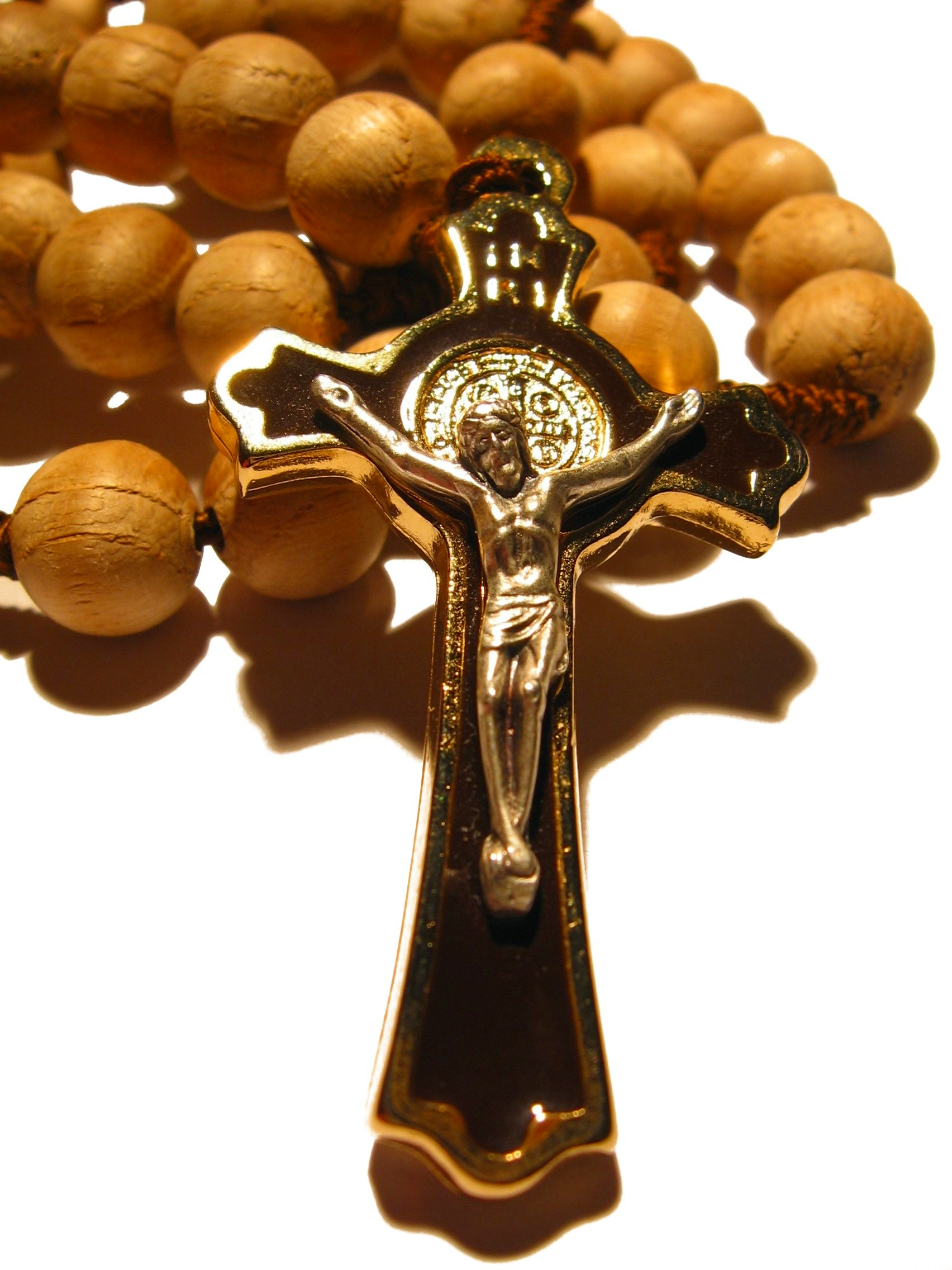
一玫用於玫瑰經念珠上頭的聖本篤聖牌十字架

該聖牌在天主教是一樣很常見的聖人態像飾品，經常作為鍊墜、鑰匙圈或是玫瑰念珠上的三角聖牌使用。此外也有將該聖牌與十字苦像結合的聖本篤十字架。在某些傳說中該聖牌也有趕走魔鬼的效果在，因此又被稱作驅魔聖牌。

## 歷史
此一聖牌最初的起源已不可考，相傳是11世紀時的教宗利奧九世將他還是本篤會會士時就配掛的十字架墜子上的聖本篤圖像改制成聖牌。而在歷史上可確定的聖本篤聖牌的使用是聖文生將該聖牌以三角聖牌的形式用於他所創立的仁愛修女會所使用的玫瑰念珠上。
1741年此聖牌獲得教宗本篤十四世的正式認可。1880年時為紀念聖本篤冥誕1400年因此由本篤會設計推出了聖年聖牌，底定了現今既有的外型。

## 外型
本篤聖牌分有正背二面，正面為聖本篤的態像，他右手拿十字架左手則持有會規。而在他兩旁則是毒酒與毒麵包，這是取材自關於他的
傳奇事蹟，傳說他曾經被嫉恨他的人意圖以毒酒與毒麵包謀害，但卻被他一一破解。而在邊緣那圈排成圓形的拉丁文「Eius in obitu nostro praesentia muniamur!」意指「願他在我們臨終前幫助我們堅強」。
背面是一個正十字架，其直槓寫著「C.S.S.M.L」是拉丁文「Crux Sacra Sit Mihi Lux」的縮寫，意指「神聖十字架是我的光明」。橫槓上的「N.D.S.M.D」則是「Non Draco Sit Mihi Dux」意指「那龍永不會是我的主宰」。十字架四個角落的四個字母「C.S.P.B」則是「Crux sancti patris Benedicti」（聖本篤神父的十字架）。而在聖牌邊緣那圈文字則是拉丁禱詞〈Vade retro Satana〉（退去吧撒旦）的縮寫。